# Dakar Series
La Dakar Series è una serie di rally raid organizzata a partire dal 2008 dalla Amaury Sport Organisation, a seguito dell'annullamento della Dakar di quell'anno.

## Storia
La Dakar Series è nata nel 2008, con l'annullamento dell'edizione di quell'anno, anticipando di un anno il progetto dell'A.S.O. di creare una serie di rally raid affini alla Dakar stessa che fossero parte di un unico calendario (la cui ultima tappa doveva consistere proprio nell'edizione del rally raid dell'anno successivo). Il primo evento che ha inaugurato la serie è stato il Central Europe Rally, seguito dal PAX Rally ai quali hanno potuto prendere parte auto, moto, quad e camion.
A partire dalla seconda edizione sono stati aggiunti ulteriori nuovi eventi, con misure di sicurezza e organizzative, e attenzione da parte dei media, eguali a quelli della Dakar. Nel 2009, 2010 e 2011, la serie si è composta di un solo evento con l'ingresso in calendario del Silk Way Rally, che si è svolto, nel corso dei tre anni seguenti, fra Russia, Kazakistan e Turkmenistan. Nel 2012 il Silk Way Rally è stato sostituito dal Desafío Litoral, rally raid svoltosi interamente in Argentina, e a sua volta soppiantato da due nuovi eventi nel 2013: il Desafío Ruta 40 (tenuto sempre in Argentina e successore del Desafío Litoral) e il Desafío Inca (che si svolge in Perù). Con l'ingresso del Desafío Guarani in calendario l'anno successivo, la serie ha raggiunto la quota record di tre eventi, dando vita ad un percorso di preparazione in vista della Dakar completamente da svolgere in Sud America.

Nel 2016, dopo la cancellazione del Desafío Inca dell'anno precedente e il passaggio del Desafío Ruta 40 nel circuito Dakar Challenge, è rimasto un solo evento in calendario, al suo esordio nella serie, ovvero il Merzouga Rally (che si svolge nell'arco di cinque giorni in Marocco). L'anno seguente A.S.O. ha incluso anche il neonato Dakar Series China Rally, portando a due il numero di eventi.

Nel 2018 fanno il loro ritorno in calendario il Desafío Ruta 40 e il Desafío Inca, mentre esce il Dakar Series China Rally. Con il trasferimento della Dakar in Arabia Saudita nel 2019, il calendario della competizione prevede nuovamente un solo evento (il Merzouga Rally).

## Formato
Per concorrere al titolo di campione della Dakar Series è necessario che i concorrenti rispettino le seguenti regole:
- risultare iscritti a tutte le prove della Dakar Series (nella categoria auto, devono essere iscritti lo stesso pilota e copilota)
- partecipare nella stessa categoria in tutte le prove della Dakar Series
- ricoprire l'intero percorso di tutte le prove (dunque un pilota penalizzato per non aver completato l'intero percorso in una sola o più delle prove previste non risulterà eleggibile per il titolo di campione)
- comparire nella classifica generale finale di tutte le prove previste

Al fine di determinare le classifiche generali di ciascuna categoria, viene fatto riferimento al tempo cumulativo di ciascun pilota (o equipaggio) nelle prove Dakar Series e vengono eletti campioni il pilota (nella categoria moto e quad) o l'equipaggio (nella categoria auto e SXS) col miglior tempo finale. Il premio per i vincitori può consistere in un'iscrizione gratuita all'edizione successiva della Dakar o ad un altro rally ad essa affine (come ad esempio al Merzouga Rally).

## Risultati
| Anno | Data            | Rally                   | Categoria  | Vincitore               | Mezzo                     |
| ---- | --------------- | ----------------------- | ---------- | ----------------------- | ------------------------- |
| 2008 | 20-26 aprile    | Central Europe Rally    | auto       | Carlos Sainz            | Volkswagen Race Touareg 2 |
| 2008 | 20-26 aprile    | Central Europe Rally    | moto       | David Casteu            | KTM 690 Factory           |
| 2008 | 20-26 aprile    | Central Europe Rally    | quad       | Hubert Deltrieu         | Polaris Outlaw 525        |
| 2008 | 20-26 aprile    | Central Europe Rally    | camion     | Hans Stacey             | MAN TGS 4X4 Special T4    |
| 2008 | 9-14 settembre  | PAX Rally               | auto       | Stéphane Peterhansel    | Mitsubishi Pajero EVO     |
| 2008 | 9-14 settembre  | PAX Rally               | moto       | Ruben Faria             | Honda CFR 450X            |
| 2008 | 9-14 settembre  | PAX Rally               | quad       | Luis Engeitado          | Suzuki LTR 450            |
| 2009 | 4-13 settembre  | Silk Way Rally          | auto       | Carlos Sainz            | Volkswagen Race Touareg 2 |
| 2009 | 4-13 settembre  | Silk Way Rally          | camion     | Firdaus Kabirov         | Kamaz 4326                |
| 2010 | 10-18 settembre | Silk Way Rally          | auto       | Carlos Sainz            | Volkswagen Race Touareg 3 |
| 2010 | 10-18 settembre | Silk Way Rally          | camion     | Eduard Nikolaev         | Kamaz 4326                |
| 2011 | 8-16 luglio     | Silk Way Rally          | auto       | Krzysztof Hołowczyc     | BMW X3 CC                 |
| 2011 | 8-16 luglio     | Silk Way Rally          | camion     | Aleš Loprais            | Tatra T815-2              |
| 2012 | 22-28 luglio    | Desafío Litoral         | auto       | Orlando Terranova       | BMW X3 CC                 |
| 2012 | 22-28 luglio    | Desafío Litoral         | moto       | Cyril Despres           | KTM 450 Rally Replica     |
| 2012 | 22-28 luglio    | Desafío Litoral         | quad       | Sergio Lafuente         | Yamaha Raptor 700         |
| 2013 | 15-22 giugno    | Desafío Ruta 40         | auto       | Nani Roma               | Mini All4 Racing          |
| 2013 | 15-22 giugno    | Desafío Ruta 40         | moto       | Kurt Caselli            | KTM 450 Rally Replica     |
| 2013 | 15-22 giugno    | Desafío Ruta 40         | quad       | Lucas Bonetto           | Honda TRX 700 XX          |
| 2013 | 3-6 ottobre     | Desafío Inca            | auto       | Guilherme Spinelli      | Mitsubishi ASX Racing     |
| 2013 | 3-6 ottobre     | Desafío Inca            | moto       | Pablo Quintanilla       | KTM 450 Rally Replica     |
| 2013 | 3-6 ottobre     | Desafío Inca            | quad       | Ignacio Casale          | Yamaha Raptor 700         |
| 2014 | 5-12 aprile     | Desafío Ruta 40         | auto       | Juan Manuel Silva       | Prototipo Colcar          |
| 2014 | 5-12 aprile     | Desafío Ruta 40         | moto       | Javier Pizzolito        | Honda CRF 450X            |
| 2014 | 5-12 aprile     | Desafío Ruta 40         | quad       | Sergio Lafuente         | Yamaha Raptor             |
| 2014 | 21-22 luglio    | Desafío Guarani         | auto       | Marco Bulacia           | Toyota FJ Cruiser         |
| 2014 | 21-22 luglio    | Desafío Guarani         | moto       | Francisco López         | KTM 450 Rally Replica     |
| 2014 | 21-22 luglio    | Desafío Guarani         | quad       | Sergio Lafuente         | Yamaha Raptor             |
| 2014 | 11-14 settembre | Desafío Inca            | auto       | Nani Roma               | Mini All4 Racing          |
| 2014 | 11-14 settembre | Desafío Inca            | moto       | Claudio Rodríguez       | KTM 450 Rally Replica     |
| 2014 | 11-14 settembre | Desafío Inca            | quad       | Alonso Elías            | Yamaha Raptor 700         |
| 2015 | 17-23 maggio    | Desafío Ruta 40         | auto       | Orlando Terranova       | Mini All4 Racing          |
| 2015 | 17-23 maggio    | Desafío Ruta 40         | moto       | Paulo Gonçalves         | Honda CRF 450X            |
| 2015 | 17-23 maggio    | Desafío Ruta 40         | quad       | Lucas Bonetto           | Honda TRX 700cc           |
| 2015 | 19-25 luglio    | Desafío Guarani         | auto       | Peter Jerie             | Toyota Hilux              |
| 2015 | 19-25 luglio    | Desafío Guarani         | moto       | Kevin Benavides         | Honda CRF 450X            |
| 2015 | 19-25 luglio    | Desafío Guarani         | quad       | Beto Ramírez            | Yamaha Raptor 700         |
| 2015 | 11-14 settembre | Desafío Inca            | cancellato | cancellato              | cancellato                |
| 2016 | 21-27 settembre | Afriquia Merzouga Rally | moto       | Kevin Benavides         | Honda CRF 450 Rally       |
| 2016 | 21-27 settembre | Afriquia Merzouga Rally | quad       | Clemens Eicker          | E-ATV                     |
| 2017 | 7-12 maggio     | Afriquia Merzouga Rally | moto       | Xavier De Soultrait     | Yamaha WR450F             |
| 2017 | 7-12 maggio     | Afriquia Merzouga Rally | quad       | Nicolás Cavigliasso     | Yamaha YFZ450R            |
| 2017 | 7-12 maggio     | Afriquia Merzouga Rally | SXS        | Conrad Rautenbach       | Yamaha YXZ1000R           |
| 2017 | 24-30 settembre | China Rally             | auto       | Ma Hailong              | Nissan QV40               |
| 2018 | 15-20 aprile    | Afriquia Merzouga Rally | moto       | Joan Barreda Bort       | Honda CRF 450 Rally       |
| 2018 | 15-20 aprile    | Afriquia Merzouga Rally | quad       | Alex Dutrie             | Yamaha Raptor 700         |
| 2018 | 15-20 aprile    | Afriquia Merzouga Rally | SXS        | Bruno Varela            | Can-Am Maverick X3        |
| 2018 | 25-31 agosto    | Desafío Ruta 40         | auto       | Sebastián Halpern       | Toyota Hilux              |
| 2018 | 25-31 agosto    | Desafío Ruta 40         | moto       | Paulo Gonçalves         | Honda CRF 450 Rally       |
| 2018 | 25-31 agosto    | Desafío Ruta 40         | quad       | Nicolás Cavigliasso     | Yamaha Raptor YFM         |
| 2018 | 13-16 settembre | Desafío Inca            | auto       | Orlando Terranova       | John Cooper Works Rally   |
| 2018 | 13-16 settembre | Desafío Inca            | moto       | Paulo Gonçalves         | Honda CRF 450 Rally       |
| 2018 | 13-16 settembre | Desafío Inca            | quad       | Juan Carlos Salvatierra | Barren BR1                |
| 2018 | 13-16 settembre | Desafío Inca            | camion     | Hector García           | Hino R500                 |
| 2018 | 13-16 settembre | Desafío Inca            | SXS        | Casey Currie            | Can-Am Maverick X3        |
| 2019 | 1-5 aprile      | Afriquia Merzouga Rally | moto       | Adrien Van Beveren      | Yamaha WR 450F            |
| 2019 | 1-5 aprile      | Afriquia Merzouga Rally | quad       | Alex Dutrie             | Yamaha YFZ450R            |
| 2019 | 1-5 aprile      | Afriquia Merzouga Rally | SXS        | Nasser Al-Attiyah       | Can-Am Maverick X3        |
| 2020 | 24-29 maggio    | Afriquia Merzouga Rally | cancellato | cancellato              | cancellato                |
| 2021 | 14-18 maggio    | Afriquia Merzouga Rally |            |                         |                           |

### Albo d'oro
| Anno | Categoria | Vincitore               |
| ---- | --------- | ----------------------- |
| 2008 | auto      | Stéphane Peterhansel    |
| 2008 | moto      | Cyril Despres           |
| 2008 | quad      | Hubert Deltrieu         |
| 2013 | auto      | Marco Bulacia           |
| 2013 | moto      | David Casteu            |
| 2014 | moto      | David Casteu            |
| 2014 | quad      | Nelson Sanabria-Galeano |
| 2015 | auto      | Peter Jarie             |
| 2015 | moto      | Martín Duplessis        |
| 2015 | quad      | Daniel Mazzucco         |
| 2018 | moto      | Toby Price              |

## Road to Dakar
Assieme alla Dakar Series, l'A.S.O. ha anche istituito nel 2011 la Dakar Challenge, un circuito parallelo ma talvolta anche interno alla Dakar Series (infatti anche gli eventi Dakar Series possono ospitare al loro interno una gara valida per il circuito Road to Dakar, come, per esempio, è accaduto con il Desafío Inca), che ha cambiato denominazione nel 2018, venendo denominato Road to Dakar.
Per essere ammessi al Road to Dakar è necessario:
- non aver mai partecipato alla Dakar
- non aver terminato nelle prime dieci posizioni di un rally FIM
- non far parte delle liste dei piloti prioritari FIA e FIA SXS
- non far parte delle liste A.S.O. Elite SXS
- non aver mai vinto in passato la Road to Dakar

Grazie a questa serie di eventi, vengono messe a disposizione iscrizioni gratuite alla Dakar oppure accessi automatici alle selezioni per la Dakar dell'anno successivo e altre agevolazioni in vista della partecipazione all'evento conclusivo della stagione, riservati, in particolare, per gli amatori (nonché i debuttanti) meglio piazzati nella speciale classifica, al fine di scoprire nuovi talenti.
| Anno          | Data                                | Rally                                     | Categoria | Vincitore                 | Mezzo                              |
| ------------- | ----------------------------------- | ----------------------------------------- | --------- | ------------------------- | ---------------------------------- |
| 2011          | 3-8 ottobre                         | Rally dei Faraoni                         | moto      | Edouard Boulanger         | Aprilia 450                        |
| 2012          | 23-25 giugno                        | Toyota 1000 Desert Race                   | auto      | Evan Hutchinson           | Motorite BAT Viper                 |
| 2012          | 22-28 luglio                        | Desafío Litoral                           | auto      | Roberto Recalde           | Higer                              |
| 2012          | 22-28 luglio                        | Desafío Litoral                           | moto      | Jeremias Israel           | Honda CRX 450cc                    |
| 2012          | 22-28 luglio                        | Desafío Litoral                           | quad      | Francisco Bartucci        | Yamaha Raptor 700                  |
| 2012          | 13-24 settembre                     | Taklimakan Rally                          | moto      | Zhou Tian                 | Jincheng 450Y Rally                |
| 2012          | 21-29 settembre                     | Australasian Safari                       | moto      | Brett Cummings            | Honda CRF 450X                     |
| 2012          | 29 settembre-6 ottobre              | Rally dei Faraoni                         | auto      | Tarek El Erian            | Batmobile Buggy Cotel              |
| 2013          | 31 maggio-2 giugno 12-14 luglio     | Tecate SCORE Baja 500 Reno 500            | auto      | Peter Hajas               | Kreger-Chevy                       |
| 2013          | 15-22 giugno                        | Desafio Ruta 40                           | auto      | Sebastian Guayasamín      | Toyota Fortuner                    |
| 2013          | 15-22 giugno                        | Desafio Ruta 40                           | moto      | Alberto Ontiveros         | Beta 450RR                         |
| 2013          | 15-22 giugno                        | Desafio Ruta 40                           | quad      | Jeremías González Ferioli | Yamaha Raptor                      |
| 2013          | 20-23 giugno                        | Toyota 1000 Desert Race                   | auto      | Thomas Rundle             | Regent Racing Nissan Navara        |
| 2013          | 20-23 giugno                        | Toyota 1000 Desert Race                   | moto      | Ruan Roberts              | Yamaha WR450F                      |
| 2013          | 20-27 settembre                     | Australasian Safari                       | moto      | Shane Diener              | Yamaha WR450F                      |
| 2013          | 3-6 ottobre                         | Desafío Inca                              | auto      | Álvaro Silva              | Volkswagen Race Amarok             |
| 2013          | 3-6 ottobre                         | Desafío Inca                              | moto      | Naser Colombo             | KTM 450 Rally Replica              |
| 2013          | 3-6 ottobre                         | Desafío Inca                              | quad      | Víctor Gallegos           | Honda TRX 700 XX                   |
| 2014          | 5-12 aprile                         | Desafio Ruta 40                           | auto      | Lino Sisterna             | Mitsubishi Montero                 |
| 2014          | 5-12 aprile                         | Desafio Ruta 40                           | moto      | German Fernandez          | Kawasaki KLX 450                   |
| 2014          | 5-12 aprile                         | Desafio Ruta 40                           | quad      | Giuliano Giordana         | Yamaha Raptor                      |
| 2014          | 5-8 giugno                          | Tecate SCORE Baja 500                     | auto      | Mike Johnson              | Radar Tires                        |
| 2014          | 5-8 giugno                          | Tecate SCORE Baja 500                     | moto      | Tony Gera                 | Honda XR650R                       |
| 2014          | 27-29 giugno                        | Toyota 1000 Desert Race                   | auto      | Gary Bertholdt            | Atlas Copco Ford Ranger            |
| 2014          | 27-29 giugno                        | Toyota 1000 Desert Race                   | quad      | Brian Baragwanath         | Yamaha Raptor                      |
| 2014          | 21-22 luglio                        | Desafío Guarani                           | auto      | Rubén Irala               | Toyota Hilux                       |
| 2014          | 21-22 luglio                        | Desafío Guarani                           | moto      | Kevin Echeveste           | Honda CRF 450X                     |
| 2014          | 21-22 luglio                        | Desafío Guarani                           | quad      | Beto Ramírez              | Yamaha Raptor                      |
| 2014          | 11-14 settembre                     | Desafío Inca                              | moto      | Cristobal Guldman         | Kawasaki KLX 450                   |
| 2014          | 11-14 settembre                     | Desafío Inca                              | quad      | Rodolfo Guilloli          | Yamaha Raptor                      |
| 2014          | 19-28 settembre                     | Australasian Safari                       | moto      | Ian Blythe                | CPW 450 RR                         |
| 2015          | 27-28 marzo                         | Sud Africa Endurance Harrismith           | auto      | Jason Venter              | 4X4 Mega World Toyota Hilux        |
| 2015          | 17-23 maggio                        | Desafío Ruta 40                           | auto      | Juan Gabriel Abarca       | Toyota Hilux                       |
| 2015          | 17-23 maggio                        | Desafío Ruta 40                           | moto      | Martín Duplessis          | Kawasaki 450                       |
| 2015          | 17-23 maggio                        | Desafío Ruta 40                           | quad      | Leandro Creatore          | Yamaha Raptor                      |
| 2015          | 4-7 giugno                          | Bud Light SCORE Baja 500                  | auto      | Steven Eugenio            | Chevy C1500                        |
| 2015          | 6-11 giugno                         | Sardegna Rally Race                       | moto      | Jacopo Cerutti            | Honda Red Moto CRF 450 R Enduro    |
| 2015          | 19-25 luglio                        | Desafío Guarani                           | auto      | César Marsal              | Toyota Hilux                       |
| 2015          | 19-25 luglio                        | Desafío Guarani                           | moto      | Kevin Benavides           | Honda CRF 450 Rally                |
| 2015          | 19-25 luglio                        | Desafío Guarani                           | quad      | Lucas Zaffi               | Can Am Renegade                    |
| 2016          | 3-7 aprile                          | Sonora Rally                              | moto      | Iván Ramírez              | KTM 450 SXF                        |
| 2016          | 21-27 maggio                        | Afriquia Merzouga Rally                   | moto      | Daniel Nosiglia           | Husqvarna FR 450 Rally             |
| 2016          | 19-23 giugno                        | Desafío Ruta 40                           | auto      | Martin Maine              | Volkswagen Race Amarok             |
| 2016          | 19-23 giugno                        | Desafío Ruta 40                           | moto      | Franco Caimi              | Honda CRF 450X                     |
| 2016          | 19-23 giugno                        | Desafío Ruta 40                           | quad      | Gustavo Gallego           | Yamaha Raptor                      |
| 2016          | 23-26 giugno 29 settembre-2 ottobre | Baja Inka-Paracas Baja Inka-Ica           | auto      | Diego Weber               | Toyota Tacoma                      |
| 2016          | 5-12 novembre                       | Amageza Rally                             | moto      | Willem Du Toit            | KTM 450 Rally Replica              |
| 2017          | 21-24 marzo                         | Sonora Rally                              | moto      | Mark Samuels              | Honda CRF 450X                     |
| 2017          | 7-9 aprile                          | India Baja                                | moto      | Abdul Wahid Tanveer       | TVS RTR 450 FX                     |
| 2017          | 5-7 maggio 14-17 settembre          | Baja Inka Asia 500 Baja Inka Paracas 1000 | auto      | Jimmy Hiudobro            | Mitsubishi L-200                   |
| 2017          | 5-7 maggio 14-17 settembre          | Baja Inka Asia 500 Baja Inka Paracas 1000 | SXS       | Juan Carlos Uribe         | Can Am Maverick X3                 |
| 2017          | 7-12 maggio                         | Afriquia Merzouga Rally                   | moto      | Maciej Giemza             | KTM 450 Rally Replica              |
| 2017          | 7-12 maggio                         | Afriquia Merzouga Rally                   | SXS       | Eric Culus                | Polaris RZR 1000                   |
| 2017          | 23-25 giugno                        | Toyota 1000 Desert Race                   | auto      | Henny De Klerk            | Atlas Copco VW Amarok              |
| 2017          | 21-23 luglio                        | Baja Aragon                               | auto      | Óscar Fuertes             | SsangYong Tivoli Rally Raid 4WD    |
| Road to Dakar |                                     |                                           |           |                           |                                    |
| 2018          | 19-23 marzo                         | Sonora Rally                              | moto      | Skyler Howes              | UT Honda CRF 450X                  |
| 2018          | 15-20 aprile                        | Afriquia Merzouga Rally                   | moto      | Anthony Boursaud          | Yamaha WR450F                      |
| 2018          | 15-20 aprile                        | Afriquia Merzouga Rally                   | SXS       | Eric Abel                 | Polaris RZR 1000                   |
| 2018          | 22-24 giugno                        | Toyota 1000 Desert Race                   | auto      | Terence Marsh             | Nissan Navara                      |
| 2018          | 20-22 luglio                        | Baja Aragon                               | SXS       | Dani Solá                 | Can-Am Maverick X3                 |
| 2018          | 12-18 agosto                        | Atacama Rally                             | moto      | Alejandro Silva           | KTM 450 Rally Replica              |
| 2018          | 12-18 agosto                        | Atacama Rally                             | SXS       | Michelangelo Bertolla     | Can Am Maverick X3 RS              |
| 2018          | 17-19 agosto                        | India Baja                                | moto      | Lorenzo Santolino         | TVS RTR 450 FX                     |
| 2019          | 17-22 marzo                         | Sonora Rally                              | SXS       | Luis Javier Pelayo        | Polaris RZR XP4 Turbo              |
| 2019          | 21-23 giugno                        | Toyota 1000 Desert Race                   | auto      | Jaco van Dyk              | Red-Lined Motorsport Nissan Navara |
| 2019          | 26-27 luglio                        | Baja Aragon                               | auto      | Luis J. Recuenco          | Mini X-Raid Cross Country          |
| 2020          | 15-20 marzo                         | Sonora Rally                              | moto      | Colton Udall              | Honda CRF 450X                     |
| 2020          | 6-10 ottobre                        | Andalucía Rally                           |           |                           |                                    |